# 비톨트 마우추진스키

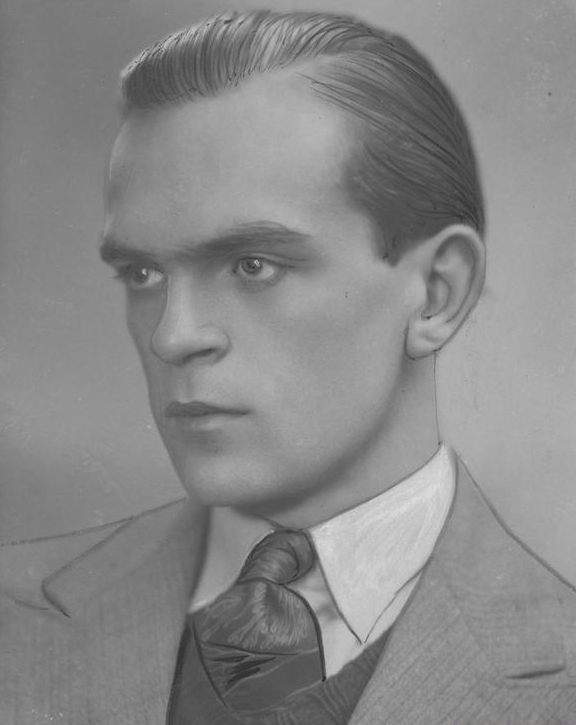

비톨트 마우추진스키(폴란드어: Witold Małcużyński, 1914년 8월 10일 ~ 1977년 7월 17일)는 폴란드의 피아니스트이다.
바르샤바 태생이나, 아르헨티나의 시민권을 가지고 있었다. 바르샤바 음악원을 졸업한 후 폴란드의 수상까지 된 명피아니스트 이그나치 얀 파데레프스키에게 배웠다. 1937년 쇼팽 콩쿠르에서 제3위에 입상했고, 그 이래 스위스에서 지내면서 유럽과 미국에서도 활약하고 있지만, 레퍼토리의 범위는 역시 쇼팽의 작품이 중심이며, 다소 과다한 표정에 휩싸였다고 하지만 쇼팽이 지녔던 남성적인 면을 잘 표현하고 있다는 평을 듣는다.